# Varšavska bitka (1920.)
Varšavska bitka vojna je bitka koja se odvila u kolovozu 1920. godine u blizini Varšave tijekom Poljsko-sovjetskog rata i u kojoj je, iako na izmaku snaga, poljska vojska odnijela odlučujuću pobjedu i zaustavila komunistički prodor prema kršćanskoj Europi. Zbog toga se bitka naziva i "Čudo na Visli".
Poraz je potpuno osakatio sovjetsku vojsku, a susljedne poljske pobjede osigurat će poljsku nezavisnost te dovesti do mira u Rigi kojim će Poljska obraniti svoje istočne granice koje će takvima ostati sve do početka Drugog svjetskog rata, 1939. godine.
Britanski političar i diplomat Edgar Vincent smatrao je ovu bitku jednom od najvažnijih u povijesti čovječanstva upravo zato što je uspjela zaustaviti daljnje širenje komunizma u Europi. Naime, sovjetskom pobjedom u Poljsko-sovjetskom ratu i stvaranjem komunističke vlasti u Poljskoj, Sovjeti bi izbili neposredno na istočne granice Njemačke u kojoj je tada vladao značajan revolucionarni naboj. 